# Conifaber parvus
Espèce
Conifaber parvus est une espèce d'araignées aranéomorphes de la famille des Uloboridae.

## Distribution
Cette espèce est endémique du département de Meta en Colombie,.

## Description
Le mâle holotype mesure 1,50 mm et la femelle paratype 1,92 mm.

## Publication originale
- Lubin, Opell, Eberhard & Levi, 1982 : Orb plus cone-webs in Uloboridae (Araneae), with a description of a new genus and four new species. Psyche, vol. 89, p. 29-64 (texte intégral).